# Luraphaenops angulipennis
Luraphaenops angulipennis is een keversoort uit de familie loopkevers (Carabidae). De wetenschappelijke naam van de soort is voor het eerst geldig gepubliceerd in 1925 door Meixner, 192.